# Georgij Konstantinovič Žukov
Georgij Konstantinovič Žukov (rusky Георгий Константинович Жуков; 19. listopadujul./ 1. prosince 1896greg. Strelkovka, Kalužská gubernie, dnes Kalužská oblast – 18. června 1974 Moskva) byl sovětský vojevůdce a politik, maršál SSSR (od ledna 1943), čtyřnásobný hrdina SSSR, který od srpna 1942 až do roku 1945 v době druhé světové války působil i ve funkci zástupce Vrchního velitele Rudé armády J. V. Stalina a náměstka lidového komisaře obrany. Je považován za jednoho z nejlepších sovětských velitelů druhé světové války. Zvítězil například v bitvách u Stalingradu, před Moskvou nebo o Berlín. Byl také považován za velmi tvrdého a zcela nekompromisního velitele. V 50. letech po Stalinově smrti krátce působil také ve funkci náměstka ministra obrany a poté i ministra obrany SSSR. Je držitelem Zlaté hvězdy Hrdiny Sovětského svazu (spolu s Leonidem Iljičem Brežněvem je čtyřnásobným laureátem).

## Období 1. světové války a meziválečné

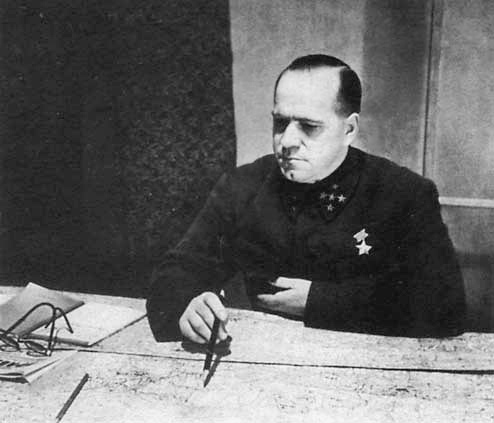
Žukov během obrany Moskvy na podzim 1941

V 15 letech se vyučil kožešníkem a roku 1915 byl povolán do carské armády, kde začínal jako vojín jezdeckého pluku. V 1. světové válce byl 2× vyznamenán Řádem sv. Jiří a povýšen na četaře. Po bolševické Říjnové revoluci bojoval v Rudé armádě a v březnu 1921 vstoupil do ruské bolševické strany (pozdější KSSS). Bojoval v ruské občanské válce (1917 až 1921) a zde obdržel Řád rudého praporu za potlačení povstání rolníků.
Roku 1923 byl již velitelem pluku a v roce 1930 velel brigádě. Období Velkého teroru a čistek v armádě přežil díky tomu, že se zachoval zcela jinak než ostatní velitelé – začal si stěžovat na všechny strany včetně samotnému Stalinovi, což mu zřejmě zachránilo život (po vyznamenání v úspěšné bitvě u Chalchyn Golu si jej Stalin velmi oblíbil, takže případné zatčení již nadále nepřicházelo tolik do úvahy). V 30. letech působil ve funkci velitele jezdecké brigády, v letech 1931 až 1933 krátce pracoval v Generálním štábu Rudé armády. Od roku 1933 velel jezdecké divizi, za vynikající výsledky této divize obdržel v roce 1935 první z celkem šesti Leninových řádů. Ve druhé polovině 30. let působil nejprve ve funkci velitele jezdeckého sboru, posléze jako zástupce velitele jízdy Běloruského vojenského okruhu. V závěru 30. let také krátce sloužil na Dálném Východě. Zde v letech 1939 až 1940 velel 1. sovětsko–mongolské armádní skupině, která bojovala proti japonské Kuantungské armádě na mongolské hranici v letech 1938 až 1939. Vše začalo jako běžná šarvátka na hranicích a rychle vyústilo v opravdovou válku. Japonci zaútočili s 80 000 muži, 180 tanky a 450 letouny. Tento útok vyústil do rozhodující bitvy u Chalchyn Golu. Zde napodobil Hannibalovu taktiku a během několika dnů byli Japonci poraženi. Za tuto operaci získal své první vyznamenání titulem Hrdina Sovětského svazu.
V roce 1940 se stal armádním generálem a velitelem Kyjevského vojenského okruhu, v lednu 1941 byl jmenován náčelníkem generálního štábu Rudé armády a zástupcem lidového komisaře obrany (zástupce ministra obrany). Na jaře 1941 varoval Stalina před hrozbou německého útoku a spolu s maršálem Semjonem Timošenkem vypracoval plán předběžných opatření včetně návrhu preventivního protiúderu, který však nebyl schválen.

## Účast ve 2. světové válce
V době napadení Sovětského svazu dne 22. června 1941 vojsky nacistického Německa, kdy sloužil ve funkci náčelníka Generálního štábu Rudé armády, byl odeslán k Jihozápadnímu frontu, kde zorganizoval první sovětský protiútok proti útočníkům z německé skupiny armád Jih. Od 23. června 1941 (tedy den po přepadení Sovětského svazu nacistickým Německem) až do konce 2. světové války byl stálým členem Hlavního stanu vrchního velení. Dne 30. července 1941 byl ustanoven velitelem Záložního frontu a uvolněn z funkce náčelníka Generálního štábu Rudé armády. V srpnu organizoval za cenu obrovských ztrát protiútoky na znovudobytí města Jelňa východně od Smolenska během Smolenské operace, které nakonec padlo 6. září 1941. Od 9. září organizoval jakožto vrchní velitel obranu Leningradu, kde vystřídal maršála Vorošilova, na nějž útočila německá skupina armád Sever, ale již 12. září OKH na příkaz Hitlera útok na Leningrad zastavila a přešla k obléhání. V říjnu 1941 nahradil Ivana Koněva ve funkci velitele Západního frontu, který bránil hlavní město Moskvu. Koněva tehdy uchránil tragického osudu předešlého velitele Západního frontu generála Dmitrije Pavlova, který byl 22. července 1941 zastřelen. Okamžitě se snažil obnovit souvislou obranu, která byla v předešlých dnech zcela rozvrácena velkým obklíčením sovětských vojsk u Vjazmy. Nařídil též popravy dezertérů a zbabělců. Řídil také přesun jednotek z Dálného Východu. Při protiútoku Rudé armády, zahájeném 5. prosince 1941, zahnala Rudá armáda německé jednotky skupiny armád Střed (po skončení německé operace Tajfun) o 125–150 kilometrů zpět na západ od Moskvy.
Roku 1942 byl jmenován zástupcem náčelníka generálního štábu, v srpnu téhož roku byl posléze jmenován zástupcem Vrchního velitele J. V. Stalina a 1. náměstkem lidového komisaře obrany (náměstek ministra). Z titulu své funkce představitele Hlavního stanu vrchního velení společně s A. Vasilevským koordinoval činnost Jihozápadního, Donského, Stalingradského a Voroněžského frontu během bitvy u Stalingradu, kde se začátkem září neúspěšně pokusil ohrozit levé křídlo 6. armády a probojovat se ze severu do Stalingradu. Později se spolupodílel na plánování Operace Uran a Mars, i když jeho úloha v operaci Uran je dosud sporná[zdroj?]. Na podzim 1942 byl jmenován do funkce velitele Kalininského frontu,[zdroj?] kde vedl neúspěšnou operaci Mars, jejímž cílem bylo obklíčení a zničení vojsk v oblasti Rževu, kromě dílčích územních úspěchů však operace vázala německé jednotky, které nemohly být nasazeny na jiných ohrožených úsecích fronty.
V lednu 1943 zorganizoval operaci Jiskra, šlo o proražení německé blokády Leningradu. Po úspěšném částečném prolomení leningradské blokády byl povýšen do hodnosti maršála SSSR jako vůbec první armádní generál během Velké vlastenecké války. Poté naplánoval a koordinoval průběh bitvy v Kurském oblouku a na ni navazující operaci Kutuzov. Organizoval součinnost a velel frontu při osvobozování Ukrajiny (Korsuň-ševčenkovská operace) a jejího hlavního města Kyjeva. Dále pak naplánoval a posléze velel největší sovětské ofenzivě 2. světové války v Bělorusku v létě 1944, šlo o operaci Bagration. V závěrečném období války byl jmenován velitelem 1. běloruského frontu, se kterým naplánoval a provedl Viselsko-oderskou operaci a dále dne 2. května 1945 obsadil hlavní město Třetí říše Berlín. S maršálem Ivanem Stěpanovičem Koněvem dne 8. května 1945, jakožto pověřený zástupce Vrchního velitele Rudé armády J. V. Stalina, přijal německou kapitulaci, po 2. světové válce se stal prvním vrchním velitelem sovětské skupiny vojsk během poválečné okupace Německa.

## Poválečné období

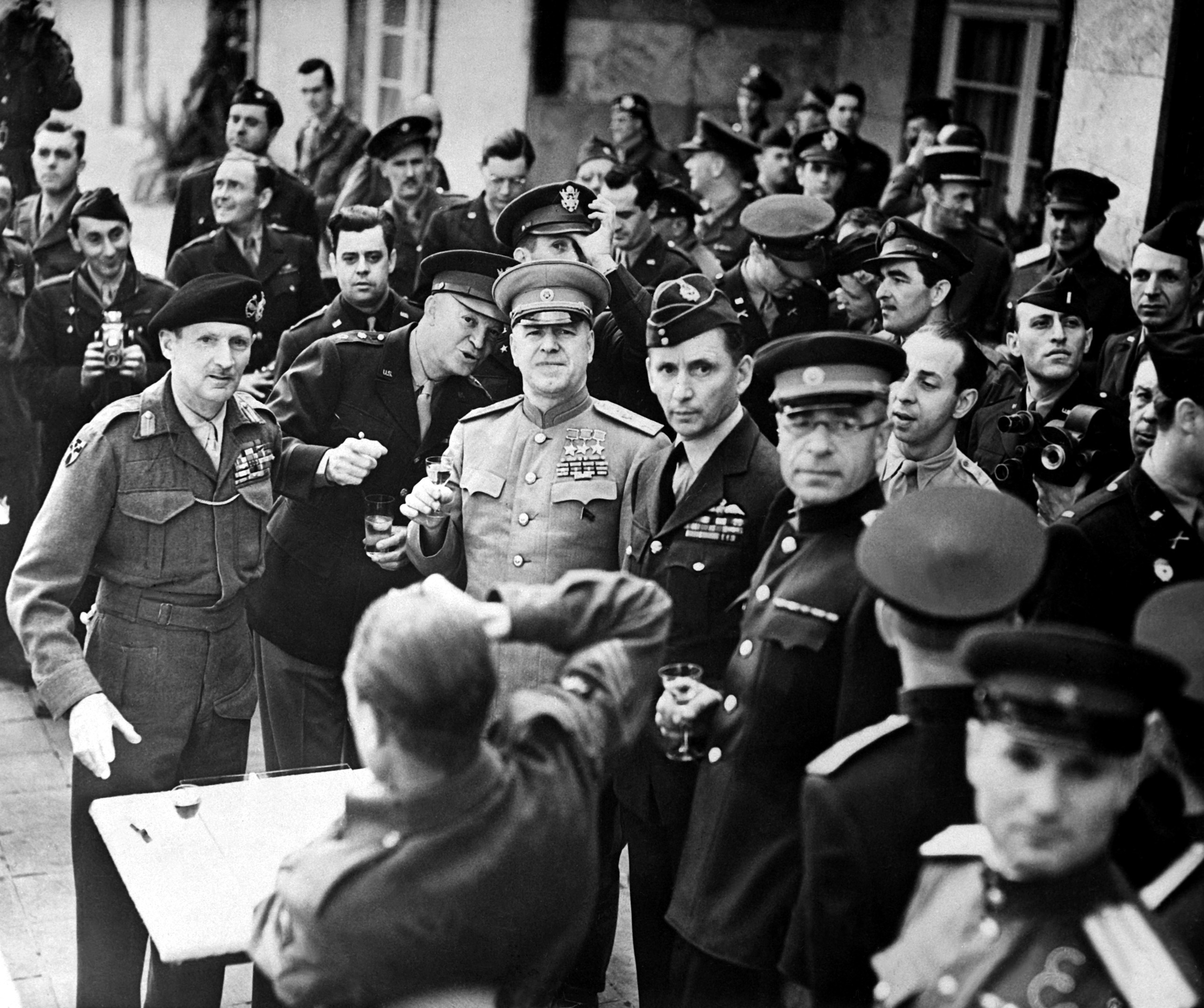
Německo květen 1945 – Montgomery, Eisenhower, Žukov a maršál letectva Tedder

Stalin jej po válce nejprve jmenoval vrchním velitelem pozemních vojsk, záhy se však jeho popularity začal obávat a v roce 1946 jej sesadil na funkci velitele Oděského vojenského okruhu.
Po Stalinově smrti se stal náměstkem ministra obrany. V roce 1955 se stal ministrem obrany SSSR za podpory Nikity Chruščova. V této funkci byl také pověřen vypracováním plánu na potlačení maďarského povstání, který následně realizovala sovětská invazní vojska pod vedením maršála Koněva. V červnu 1957 se na čtyři měsíce stal i členem ústředního výboru KSSS. Pak byl Chruščovem vyloučen, obviněn z bonapartismu a bylo mu nařízeno přísné domácí vězení. O jeho povaze a charakteru vypovídá reakce na toto obvinění. Označil jej za urážlivé s komentářem, že na rozdíl od Napoleona, on válku vyhrál. Po Chruščovově sesazení z čela strany i státu roku 1964 se nakrátko objevil na veřejné scéně, ale mnohé zákazy ohledně vystupování na veřejnosti zůstaly. Přispíval tak alespoň do různých časopisů a novin.
Zemřel 18. června 1974 v Moskvě. Ačkoliv ve své poslední vůli výslovně požadoval, aby byl pohřben do země a s pravoslavnými obřady a rodina si přála jeho přání splnit, komunistická vláda to znemožnila a uspořádala pro něj sekulární státní pohřeb a kremaci. Jeho popel byl s vojenskými poctami uložen u Kremelské zdi.
Byla po něm pojmenována Vojenská velitelská akademie protivzdušné obrany v Kalininu.
V roce 1995 byla zřízena medaile G. K. Žukova.

## Vyznamenání
Mezi nejvyšší vyznamenání patří čestný titul Hrdiny sovětského svazu, který mu byl udělen čtyřikrát. Jediným dalším čtyřnásobným recipientem tohoto vyznamenání byl Leonid Iljič Brežněv. Patřil také ke třem lidem, kteří dvakrát obdrželi sovětský Řád vítězství.

## Kulturní odkazy
Dva roky poté, co Josif Brodskij nuceně opustil Sovětský svaz, napsal báseň ku příležitosti Žukovovy smrti v duchu řeckých chvalořečí, která končí slokou:

Маршал! поглотит алчная Лета

эти слова и твои прахоря.

Все же, прими их — жалкая лепта

родину спасшему, вслух говоря.

Бей, барабан, и военная флейта,

громко свисти на манер снегиря.

Иосиф Бродский, На смерть Жукова
, New York, 1974

#### Vlastní memoáry
- Vzpomínky a úvahy 1
- Vzpomínky a úvahy 2
- Vzpomínky a úvahy 3

#### Biografie
- Karpov, Vladimír, Maršál Žukov, Ottovo nakladatelství, ISBN 978-80-7451-212-4